# Shawn Harris

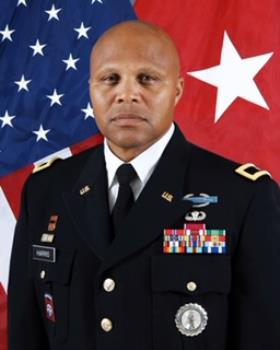
Shawn Harris

Shawn Harris (* in Blakely (Georgia)) ist ein ehemaliger Offizier der US-Nationalgarde, zuletzt im Range eines Brigadiers, und US-amerikanischer Politiker der Demokratischen Partei. Als Politiker kandidierte er bei der Kongresswahl 2024 im 14. Kongresswahlbezirk Georgias für einen Sitz im Repräsentantenhaus der Vereinigten Staaten.

## Leben

### Ausbildung und Familie
Shawn Harris studierte zunächst Agrarwissenschaften an der Tuskegee University und erwarb dort den Grad eines Bachelors. An der Grand Valley State University erwarb er einen Master-Abschluss in Educational Leadership. 2010/2011 studierte er am United States Army War College und erwarb einen weiteren Master, diesmal in Strategy Studies.
Harris ist mit einer Ärztin verheiratet, mit der er eine Rinderfarm in Rockmart betreibt.

### Militärkarriere
Seine militärische Karriere begann er im Oktober 1991 als Zugführer im 167th Infantry Regiment der Nationalgarde Alabamas in La Fayette (Alabama) und absolvierte von Januar bis April 1992 eine Offiziersgrundausbildung im damaligen Fort Benning. Ab Dezember 1992 diente er in der Nationalgarde Michigans und war dann unter anderem von Februar 2007 bis Mai 2008 Oberstleutnant im Afghanistankrieg. 2014 war er Generalstabschef der Michigan Army National Guard in Lansing. Von September 2015 bis zum Oktober des Folgejahres war er Militärberater der Armee von Liberia im Range eines Obersts. Von Oktober 2016 bis März 2018 kommandierte Harris eine Brigade der Nationalgarde. Bis Mai 2019 war er Direktor des Generalstabs der Nationalgarde der Virgin Islands. Brigadegeneral Harris wurde anschließend bis zum Juni 2020 als Stabschef der KFOR im Kosovo eingesetzt. Nachdem er ab dem Jahresbeginn 2021 die Joint Military Attaché School besucht hatte, wurde er im Mai 2021 Militärattaché in Israel.

### Politik
In den Vorwahlen der Demokraten zur Wahl 2024 im Mai 2024 konnte sich Harris im 14. Wahlbezirk Georgias als Zweitplatzierter für die Stichwahl am 18. Juni 2024 qualifizieren, die er für sich entscheiden konnte. Er trat damit in der Hauptwahl im November gegen die Amtsinhaberin Marjorie Taylor Greene von den Republikanern an. Shawn Harris unterlag Greene. Auf dem sozialen Medium X erklärte er nach der Auszählung, dass er vierzig Jahre das Land und seine Demokratie verteidigt habe und dies nun fortsetze. Er würde kämpfen, um die toxische Karriere Taylor Greenes zu beenden.